# Servon (Sekwana i Marna)
Servon – miejscowość i gmina we Francji, w regionie Île-de-France, w departamencie Sekwana i Marna.
Według danych na rok 1990 gminę zamieszkiwały 1924 osoby, a gęstość zaludnienia wynosiła 260 osób/km² (wśród 1287 gmin regionu Île-de-France Servon plasuje się na 492. miejscu pod względem liczby ludności, natomiast pod względem powierzchni na miejscu 523.).